# Промінь (Владивосток)
«Про́мінь» (рос. «Луч») — російський футбольний клуб з Владивостока.
Заснований у 1952 році. Виступає у Першому дивізіоні ПФЛ.

## Колишні назви
- «Динамо» (1952—1958)
- «Промінь» (1958—2003)

- «Промінь-Енергія» (2003—2018).

## Колишні емблеми клубу

Колишня емблема клубу
Колишня емблема клубу
Колишня емблема клубу